# FreePastry
FreePastry est une implémentation Open Source du protocole peer-to-peer Pastry. Le programme a été réalisé en Java.
Le mode de fonctionnement de ce programme peut se rapprocher de Freenet ou de GNUnet.
Dans sa version actuelle, la sécurité est lacunaire, mais propose tout de même les atouts principaux du réseau : Un équilibrage des charges du réseau puissant et une accessibilité aux documents rapide et facile.